# Persone di nome Jeff
| Questa pagina contiene informazioni ricavate automaticamente dalle voci biografiche con l'ausilio del template Bio e di un bot. L'aggiornamento è periodico e automatico e ricostruisce completamente la pagina. Se manca una persona in questa lista, sei pregato di non aggiungerla, ma accertati piuttosto che la sua voce biografica contenga il template Bio e che i dati anagrafici siano correttamente compilati. Se il template Bio manca, inseriscilo tu stesso o, in alternativa, metti l'avviso {{tmp\|Bio}} che ne segnala la mancanza. Se i dati riportati sono sbagliati, correggi direttamente la voce biografica; le modifiche saranno visibili in questa lista entro pochi giorni. Per chiarimenti vedi il progetto antroponimi. La lista contiene solo le 162 persone che sono citate nell'enciclopedia e per le quali è stato implementato correttamente il template Bio. Pagina aggiornata al 22 giu 2025. |

Questa è una lista di persone presenti nell'enciclopedia che hanno il nome Jeff, suddivise per attività principale.

## Allenatori di calcio(5)
- Jeff Butler, allenatore di calcio inglese (n. 1934 - † 2017)
- Jeff Hooker, allenatore di calcio e ex calciatore statunitense (Walnut, n. 1965)
- Jeff Saibene, allenatore di calcio e ex calciatore lussemburghese (Lussemburgo, n. 1968)
- Jeff Strasser, allenatore di calcio e ex calciatore lussemburghese (Lussemburgo, n. 1974)
- Jeff Wood, allenatore di calcio e ex calciatore inglese (Islington, n. 1954)

## Allenatori di pallacanestro(1)
- Jeff Bower, allenatore di pallacanestro e dirigente sportivo statunitense (Hollidaysburg, n. 1961)

## Allenatori di sci alpino(1)
- Jeff Piccard, allenatore di sci alpino e ex sciatore alpino francese (n. 1976)

## Allenatori di tennis(1)
- Jeff Coetzee, allenatore di tennis e ex tennista sudafricano (Okiep, n. 1977)

## Alpinisti(1)
- Jeff Lowe, alpinista e imprenditore statunitense (Ogden, n. 1950 - Fort Collins, † 2018)

## Artisti marziali(1)
- Jeff Speakman, artista marziale e attore statunitense (Chicago, n. 1958)

## Astisti(1)
- Jeff Hartwig, ex astista statunitense (Saint Louis, n. 1967)

## Astronomi(2)
- Jeff Alu, astronomo statunitense (n. 1966)
- Jeff Edmonds, astronomo statunitense

## Attori(21)
- Jeff Altman, attore e cabarettista statunitense (Syracuse, n. 1951)
- Jeff Blynn, attore e ex modello statunitense (New York, n. 1954)
- Jeff Cameron, attore italiano (n. 1932 - † 1985)
- Jeff Cohen, attore statunitense (Los Angeles, n. 1974)
- Jeff Corey, attore e insegnante statunitense (Brooklyn, n. 1914 - Santa Monica, † 2002)
- Jeff Duran, attore, comico e produttore discografico statunitense (Arcadia, n. 1974)
- Jeff East, attore statunitense (Kansas City, n. 1957)
- Jeff Foxworthy, attore, doppiatore e comico statunitense (Atlanta, n. 1958)
- Jeff Kober, attore statunitense (Billings, n. 1953)
- Jeff Marcus, attore statunitense (Harrisburg, n. 1960)
- Jeff McCarthy, attore e baritono statunitense (Los Angeles, n. 1954)
- Jeff Morrow, attore statunitense (New York, n. 1907 - Canoga Park, † 1993)
- Jeff Palmer, attore e cantautore statunitense (Los Angeles, n. 1975)
- Jeff Perry, attore statunitense (Highland Park, n. 1955)
- Jeff Peterson, attore statunitense (Denver, n. 1978)
- Jeff Pustil, attore, doppiatore e direttore del doppiaggio canadese (Toronto, n. 1957)
- Jeff Rawle, attore e scrittore britannico (Birmingham, n. 1951)
- Jeff Stearns, attore statunitense (Jacksonville, n. 1977)
- Jeff Szusterman, attore e doppiatore neozelandese (Nuova Zelanda, n. 1966)
- Jeff Trachta, attore statunitense (Staten Island, n. 1960)
- Jeff Ward, attore statunitense (Washington, n. 1986)

## Attori pornografici(1)
- Jeff Stryker, ex attore pornografico statunitense (Carmi, n. 1962)

## Bassisti(4)
- Jeff Abercrombie, bassista statunitense (Kenton, n. 1969)
- Jeff Ament, bassista statunitense (Havre, n. 1963)
- Jeff Berlin, bassista statunitense (New York, n. 1953)
- Jeff Jones, bassista canadese (Chicago, n. 1953)

## Batteristi(7)
- Jeff Ballard, batterista statunitense (Santa Cruz, n. 1963)
- Jeff Campitelli, batterista statunitense (n. 1960)
- Jeff Hamilton, batterista statunitense (Richmond, n. 1953)
- Jeff Nelson, batterista e produttore discografico statunitense
- Jeff Plate, batterista statunitense (Schuyler, n. 1962)
- Jeff Rich, batterista e percussionista inglese (Londra, n. 1953)
- Jeff "Tain" Watts, batterista statunitense (Pittsburgh, n. 1960)

## Calciatori(17)
- Jeff Attinella, ex calciatore statunitense (Clearwater, n. 1988)
- Jeff Bourne, calciatore inglese (Linton, n. 1948 - † 2014)
- Jeff Clarke, ex calciatore canadese (New Westminster, n. 1978)
- Jeff Derreck Clarke, ex calciatore inglese (Hemsworth, n. 1954)
- Jeff Durgan, ex calciatore statunitense (Tacoma, n. 1961)
- Jeff Hardeveld, calciatore olandese (Delft, n. 1995)
- Jeff Hughes, ex calciatore nordirlandese (Larne, n. 1985)
- Jeff Johnson, ex calciatore gallese (Cardiff, n. 1953)
- Jeff Larentowicz, ex calciatore statunitense (Pasadena, n. 1983)
- Jeff Louis, calciatore haitiano (Port-au-Prince, n. 1992)
- Jeff Parke, ex calciatore statunitense (Abington, n. 1982)
- Jeff Reine-Adélaïde, calciatore francese (Champigny-sur-Marne, n. 1998)
- Jeff Solem, ex calciatore statunitense (Fargo, n. 1948)
- Jeff Stans, ex calciatore olandese (Vlaardingen, n. 1990)
- Jeff Tutuana, ex calciatore congolese (Repubblica Democratica del Congo) (Kinshasa, n. 1982)
- Jeff Whitley, ex calciatore zambiano (Ndola, n. 1979)
- Jeff Zaun, ex calciatore statunitense (Orange, n. 1971)

## Cantanti(4)
- Jeff Chang, cantante taiwanese (Yunlin, n. 1967)
- Jeff Martin, cantante e batterista statunitense (Los Angeles, n. 1957)
- Jeff Paris, cantante, musicista e compositore statunitense
- Jeff Scott Soto, cantante statunitense (Brooklyn, n. 1965)

## Cantautori(1)
- Jeff Barry, cantautore e produttore discografico statunitense (Brooklyn, n. 1938)

## Cestisti(6)
- Jeff Adrien, ex cestista statunitense (Naples, n. 1986)
- Jeff Escalante, ex cestista e politico ecuadoriano (Quito, n. 1971)
- Jeff Horner, ex cestista, allenatore di pallacanestro e dirigente sportivo statunitense (Mason City, n. 1983)
- Jeff Ledbetter, cestista statunitense (Fullerton, n. 1988)
- Jeff McInnis, ex cestista statunitense (Charlotte, n. 1974)
- Jeff Varem, ex cestista nigeriano (Benue, n. 1983)

## Chitarristi(6)
- Jeff Blando, chitarrista statunitense (Flint, n. 1964)
- Jeff Healey, chitarrista canadese (Toronto, n. 1966 - Toronto, † 2008)
- Jeff Kollman, chitarrista statunitense (Toledo, n. 1966)
- Jeff Loomis, chitarrista statunitense (Appleton, n. 1971)
- Jeff Waters, chitarrista canadese (Ottawa, n. 1966)
- Jeff Young, chitarrista statunitense (Ann Arbor, n. 1962)

## Comici(1)
- Jeff Garlin, comico e attore statunitense (Chicago, n. 1962)

## Compositori(5)
- Jeff Alexander, compositore e direttore d'orchestra statunitense (Seattle, n. 1910 - Whidbey Island, † 1989)
- Jeff Cardoni, compositore e polistrumentista statunitense (Wilkes-Barre, n. 1970)
- Jeff Danna, compositore canadese
- Jeff Richmond, compositore, produttore televisivo e attore statunitense (Garrettsville, n. 1961)
- Jeff Rona, compositore statunitense (Culver City, n. 1957)

## Dirigenti d'azienda(1)
- Jeff Skilling, ex dirigente d'azienda statunitense (Pittsburgh, n. 1953)

## Disc jockey(2)
- Excision, disc jockey e produttore discografico canadese (Kelowna, n. 1986)
- Jeff Mills, disc jockey e produttore discografico statunitense (Detroit, n. 1963)

## Disegnatori(1)
- Jeff Easley, disegnatore statunitense (Nicholasville, n. 1954)

## Doppiatori(1)
- Jeff Bennett, doppiatore statunitense (Houston, n. 1962)

## Fotografi(1)
- Jeff Wall, fotografo canadese (Vancouver, n. 1946)

## Fumettisti(1)
- Jeff Smith, fumettista statunitense (McKees Rocks, n. 1960)

## Giocatori di baseball(1)
- Jeff Richards, giocatore di baseball e attore statunitense (Portland, n. 1924 - San Bernardino, † 1989)

## Giocatori di football americano(9)
- Jeff Allen, giocatore di football americano statunitense (Chicago, n. 1990)
- Jeff Baca, giocatore di football americano statunitense (Mission Viejo, n. 1990)
- Jeff Ballard, ex giocatore di football americano statunitense
- Jeff Blake, ex giocatore di football americano statunitense (Daytona Beach, n. 1970)
- Jeff Franklin, ex giocatore di football americano e allenatore di football americano statunitense
- Jeff Gladney, giocatore di football americano statunitense (New Boston, n. 1996 - Dallas, † 2022)
- Jeff Heath, giocatore di football americano statunitense (Lake Orion, n. 1991)
- Jeff Heuerman, giocatore di football americano statunitense (Naples, n. 1992)
- Jeff Query, ex giocatore di football americano statunitense (Decatur, n. 1967)

## Giocatori di poker(1)
- Jeff Williams, giocatore di poker statunitense (Dunwoody, n. 1986)

## Hacker(1)
- Jeff Moss, hacker statunitense (California, n. 1975)

## Hockeisti su ghiaccio(5)
- Jeff Carter, hockeista su ghiaccio canadese (London, n. 1985)
- Jeff Frazee, ex hockeista su ghiaccio statunitense (Edina, n. 1987)
- Jeff Friesen, ex hockeista su ghiaccio canadese (Meadow Lake, n. 1976)
- Jeff Lerg, ex hockeista su ghiaccio statunitense (Livonia, n. 1986)
- Jeff Petry, hockeista su ghiaccio statunitense (Ann Arbor, n. 1987)

## Illusionisti(1)
- Jeff McBride, illusionista statunitense (New York, n. 1959)

## Informatici(1)
- Jeff Minter, programmatore e autore di videogiochi britannico (Reading, n. 1962)

## Musicisti(3)
- Jeff Cotton, musicista statunitense (Porterville, n. 1948)
- Jeff Greinke, musicista e compositore statunitense
- Jeff Pezzati, musicista statunitense (Chicago, n. 1960)

## Pallanuotisti(2)
- Jeff Powers, pallanuotista statunitense (Chattanooga, n. 1980)
- Jeff Tyrrell, pallanuotista statunitense (n. 1985)

## Parolieri(1)
- Jeff Marx, paroliere e compositore statunitense (n. 1970)

## Piloti automobilistici(1)
- Jeff Andretti, ex pilota automobilistico statunitense (Bethlehem, n. 1964)

## Produttori cinematografici(1)
- Jeff Dowd, produttore cinematografico statunitense (Oakland, n. 1949)

## Produttori televisivi(2)
- Jeff Eastin, produttore televisivo e sceneggiatore statunitense (Greeley, n. 1967)
- Jeff Franklin, produttore televisivo, sceneggiatore e regista statunitense (Inglewood, n. 1955)

## Pugili(3)
- Jeff Chandler, pugile statunitense (Filadelfia, n. 1956)
- Jeff Fenech, ex pugile australiano (Sydney, n. 1964)
- Jeff Mayweather, ex pugile statunitense (Grand Rapids, n. 1964)

## Rugbisti a 15(3)
- Jeff Squire, ex rugbista a 15 britannico (Pontywaun, n. 1951)
- Jeff Wilson, ex rugbista a 15, crickettista e allenatore di rugby a 15 neozelandese (Invercargill, n. 1973)
- Jeff Young, rugbista a 15 gallese (Blaengarw, n. 1942 - Harrogate, † 2005)

## Sassofonisti(2)
- Jeff Coffin, sassofonista statunitense (n. 1965)
- Jeff Kashiwa, sassofonista statunitense (n. 1963)

## Sceneggiatori(2)
- Jeff Davis, sceneggiatore e produttore televisivo statunitense (Milford, n. 1975)
- Jeff Pinkner, sceneggiatore, produttore televisivo e produttore cinematografico statunitense (n. 1964)

## Sciatori alpini(3)
- Jeff Durand, ex sciatore alpino canadese (n. 1976)
- Jeff Hume, ex sciatore alpino canadese (North Vancouver, n. 1979)
- Jeff Lines, ex sciatore alpino canadese (n. 1980)

## Scrittori(7)
- Jeff Abbott, scrittore statunitense (Dallas, n. 1963)
- Jeff Bauman, scrittore statunitense (Chelmsford, n. 1986)
- Jeff Goode, scrittore e sceneggiatore statunitense
- Jeff Grubb, scrittore e autore di giochi statunitense (Pittsburgh, n. 1957)
- Jeff Lemire, scrittore e fumettista canadese (Essex, n. 1976)
- Jeff Long, scrittore statunitense (Texas)
- Jeff Noon, scrittore e sceneggiatore britannico (Droylsden, n. 1957)

## Scrittori di fantascienza(1)
- Jeff Sutton, scrittore di fantascienza statunitense (Los Angeles, n. 1913 - San Diego, † 1979)

## Tastieristi(4)
- Jeff Bhasker, tastierista, cantante e produttore discografico statunitense (Socorro, n. 1974)
- Jeff Cannata, tastierista, cantante e chitarrista statunitense (New Haven)
- Jeff Glixman, tastierista e produttore discografico statunitense (New York, n. 1949)
- Jeff Lorber, tastierista e compositore statunitense (Filadelfia, n. 1952)

## Tennisti(4)
- Jeff Austin, ex tennista statunitense (Rolling Hills, n. 1951)
- Jeff Borowiak, ex tennista statunitense (Berkeley, n. 1949)
- Jeff Salzenstein, ex tennista statunitense (Peoria, n. 1973)
- Jeff Simpson, ex tennista neozelandese (Hamilton, n. 1950)

## Velocisti(1)
- Jeff Erius, velocista francese (Strasburgo, n. 2004)

## Wrestler(1)
- Jeff Jarrett, wrestler e imprenditore statunitense (Hendersonville, n. 1967)

## Senza attività specificata(1)
- Jeff Kidder, statunitense (Vermillion, n. 1875 - Naco, † 1908)